# Free Four
Free Four è un singolo del gruppo musicale britannico Pink Floyd, pubblicato nel 1972 come unico estratto dal settimo album in studio Obscured by Clouds.

## Descrizione
Il brano, che compare anche come ottava traccia nell'album, è stato composto da Roger Waters e tratta della morte del padre in guerra e le pressioni subite dall'industria discografica, tematiche successivamente approfondite dal bassista nei successivi album del gruppo in cui vi fu presente (ovvero il periodo compreso tra The Dark Side of the Moon e The Final Cut).

## Promozione
Free Four fu distribuito come singolo in gran parte delle nazioni europee e negli Stati Uniti d'America, accompagnato da svariate b-side a seconda dell'edizione. Fu uno dei pochi del gruppo a non essere stato commercializzato nel Regno Unito.

## Tracce
7" (Europa, Nuova Zelanda)
- Lato A

1. Free Four – 4:08 (Roger Waters)

- Lato B

1. The Gold It's in the... – 3:01 (Roger Waters, David Gilmour)

7" (Giappone)
- Lato A

1. Free Four (Roger Waters)

- Lato B

1. Absolutely Curtains (Roger Waters, David Gilmour, Richard Wright, Nick Mason)

7" (Paesi Bassi)
- Lato A

1. Free Four – 3:30 (Roger Waters)

- Lato B

1. Wot's... Uh the Deal – 3:58 (Richard Wright, Roger Waters)

7" (Stati Uniti)
- Lato A

1. Free Four – 3:30 (Roger Waters)

- Lato B

1. Stay – 3:58 (Richard Wright, Roger Waters)

## Formazione
- Roger Waters – basso, voce principale
- David Gilmour – chitarra
- Rick Wright – organo Hammond, voce secondaria
- Nick Mason – batteria, percussioni